# Marwan Barghouti
Marwan Barghouti (arabisk: مروان البرغوثي) (født 6. juni 1959 i Kobar på Vestbredden i Palæstina) er en palæstinensisk politiker, tilknyttet Fatah-bevægelsen. Han har blandt andet været generalsekretær for PLO på Vestbredden og palæstinensisk parlamentsmedlem. Siden 2002 har han været fængslet i Israel, der har idømt ham en dom på fem gange livstid.
Barghouti regnes for den mest prominente palæstinensiske politiker i israelske fængsler. Han omtales ofte som "den palæstinensiske Nelson Mandela" og er i meningsmålinger konsekvent den mest populære palæstinensiske politiker foran både det palæstinensiske selvstyres præsident Mahmoud Abbas på Vestbredden og Hamas' ledere i Gaza. Han betragtes som en moderat palæstinensisk leder, der går ind for en fredsslutning med Israel og en tostatsløsning, samtidig med at hans lange fængsling har givet ham en moralsk, nærmest helteagtig status i mange, ikke mindst yngre palæstinenseres øjne.

## Levnedsløb

### Opvækst og privatliv
Barghouti har studeret statskundskab og historie. Han taler flydende engelsk og hebraisk (som han har lært sig i fængsel i Israel). Han er gift med advokaten Fadwa Barghouti, som efter hans fængsling har fortsat hans politiske arbejde.

### Arbejde i Fatah og PLO
Barghouti blev som 15-årig aktiv i Fatah, der er den dominerende bevægelse i PLO.
I 1994 blev han PLO's generalsekretær på Vestbredden og i 1996 valgt ind i det palæstinensiske parlament, hvor han bl.a. blev kendt for at kritisere korruptionen i det palæstinensiske selvstyre.
Barghouti var en af de største fortalere for den fredsaftale med Israel, som var målet med Oslo-aftalerne. Han advarede længe Israel om, at Vestbredden ville komme i kog, hvis israelerne ikke begyndte at rulle besættelsen heraf tilbage.
Under den anden Intifada i 2000 anbefalede han fortsat kamp mod Israels besættelse af Gaza og Vestbredden. Året efter blev han udsat for et israelsk attentatforsøg.
I 2002 skrev han en kronik i den amerikanske avis Washington Post, hvor han redegjorde for sine politiske synspunkter. "Jeg er ikke terrorist, men heller ikke pacifist", beskrev han sig selv. Han fortsatte, at han respekterede Israels ret til at eksistere og ønskede en tostatsløsning med tætte økonomiske og kulturelle bånd mellem Israel og Staten Palæstina. Han tog afstand fra angreb på civile i Israel, men forbeholdt sig ret til at " beskytte mig selv, bekæmpe den israelske besættelse af mit land og kæmpe for min frihed".

### Fængsel i Israel
I 2002 blev Barghouti arresteret af Israels besættelseshær i Ramallah, sat i fængsel i Israel og i 2004 anklaget for at være terrorist, hovedmand bag intifadaen og ansvarlig for mord på fem israelere. Han blev idømt fem gange livsvarigt fængsel i retssagen, som af kritikere blev kaldt et politisk justitsmord.
Admiral Ami Ayalon, den tidligere chef for den israelske efterretningstjeneste Shin Bet, opfordrede i januar 2024 Israel til at løslade Barghouti, som han opfattede som den eneste, der ville kunne lede palæstinenserne til en stat ved siden af og i fred med Israel.